# Capelle (Nord)
Pour les articles homonymes, voir Capelle.
Capelle est une commune française située dans le département du Nord (59), en région Hauts-de-France.
Le nom jeté des habitants est les roitelets.

## Géographie

### Communes limitrophes
| Bermerain |           | Ruesnes     |
|           | Capelle   | Beaudignies |
|           | Escarmain |             |

### Hydrographie

#### Réseau hydrographique
La commune est située dans le bassin Artois-Picardie. Elle est drainée par l'Écaillon et le ruisseau Saint-georges,.
L'Écaillon, d'une longueur de 33 km, prend sa source dans la commune de Locquignol et se jette  dans l'Escaut canalisée à Prouvy, après avoir traversé 13 communes. 
Le ruisseau Saint-Georges, d'une longueur de 19 km, prend sa source dans la commune de Locquignol et se jette  dans l'Écaillon à Bermerain, après avoir traversé dix communes. 

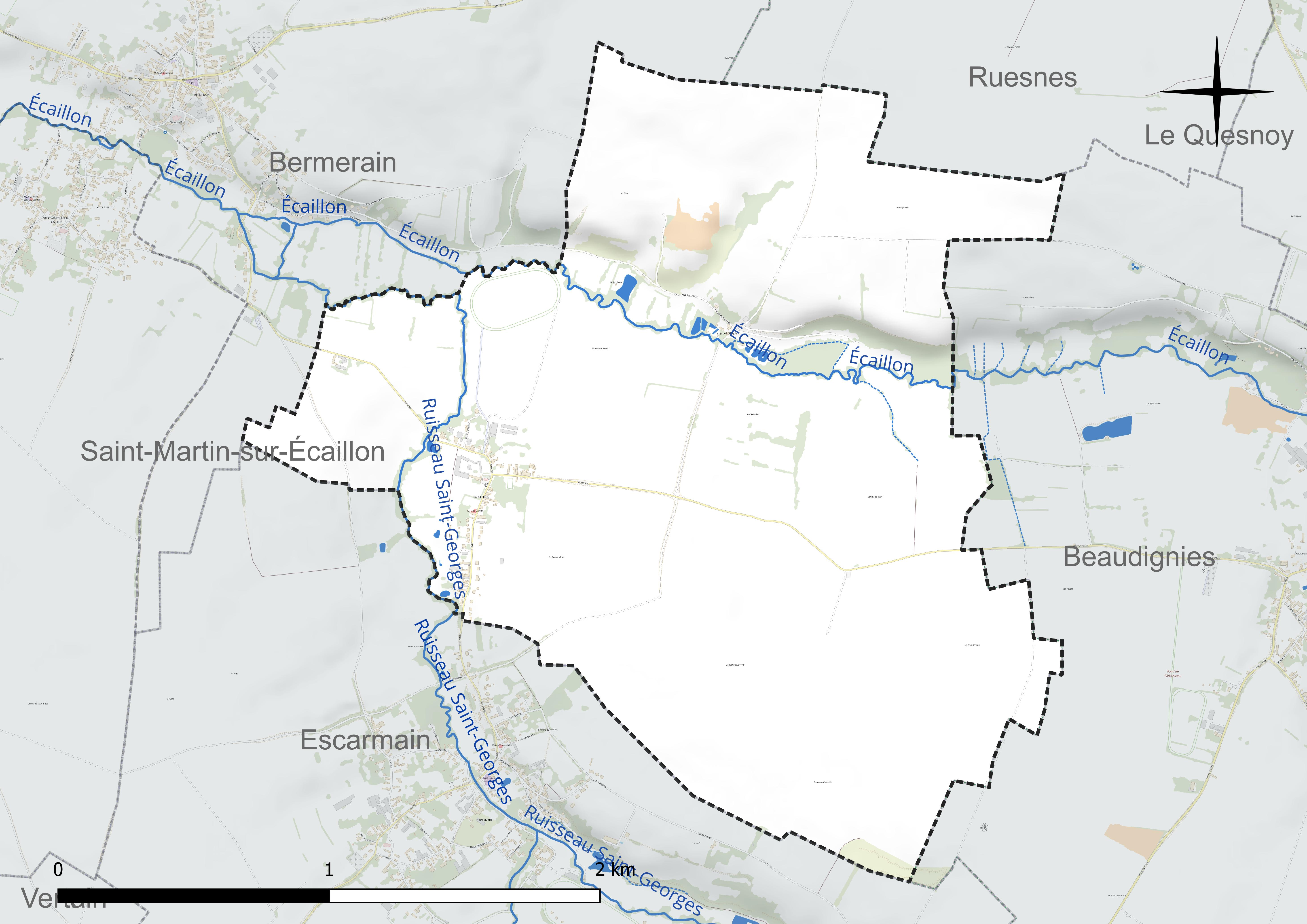
Réseau hydrographique de Capelle.

#### Gestion et qualité des eaux
Le territoire communal est couvert par le schéma d'aménagement et de gestion des eaux (SAGE) « Escaut ». Ce document de planification concerne un territoire de 2 005 km2 de superficie, délimité par le bassin versant de l'Escaut. Le périmètre a été arrêté le 9 juin 2006 et le SAGE proprement dit a été approuvé le 13 juillet 2021. La structure porteuse de l'élaboration et de la mise en œuvre est le syndicat mixte Escaut et Affluents (SyMEA). 
La qualité des cours d'eau peut être consultée sur un site dédié géré par les agences de l'eau et l'Agence française pour la biodiversité. 

### Climat
Pour des articles plus généraux, voir Climat des Hauts-de-France et Climat du Nord.
En 2010, le climat de la commune est de type climat océanique dégradé des plaines du Centre et du Nord, selon une étude du CNRS s'appuyant sur une série de données couvrant la période 1971-2000. En 2020, Météo-France publie une typologie des climats de la France métropolitaine dans laquelle la commune est exposée à un climat océanique altéré et est dans la région climatique  Nord-est du bassin Parisien, caractérisée par un ensoleillement médiocre, une pluviométrie moyenne régulièrement répartie au cours de l'année et un hiver froid (3 °C). 
Pour la période 1971-2000, la température annuelle moyenne est de 10,3 °C, avec une amplitude thermique annuelle de 14,8 °C. Le cumul annuel moyen de précipitations est de 737 mm, avec 12,3 jours de précipitations en janvier et 9,2 jours en juillet. Pour la période 1991-2020, la température moyenne annuelle observée sur la station météorologique la plus proche, située sur la commune de Valenciennes à 13 km à vol d'oiseau, est de 11,0 °C et le cumul annuel moyen de précipitations est de 694,1 mm,. Pour l'avenir, les paramètres climatiques de la commune estimés pour 2050 selon différents scénarios d'émission de gaz à effet de serre sont consultables sur un site dédié publié par Météo-France en novembre 2022.

## Urbanisme

### Typologie
Au 1er janvier 2024, Capelle est catégorisée commune rurale à habitat dispersé, selon la nouvelle grille communale de densité à sept niveaux définie par l'Insee en 2022.
Elle est située hors unité urbaine. Par ailleurs la commune fait partie de l'aire d'attraction de Valenciennes (partie française), dont elle est une commune de la couronne,. Cette aire, qui regroupe 102 communes, est catégorisée dans les aires de 200 000 à moins de 700 000 habitants,.

### Occupation des sols
L'occupation des sols de la commune, telle qu'elle ressort de la base de données européenne d'occupation biophysique des sols Corine Land Cover (CLC), est marquée par l'importance des territoires agricoles (97,5 % en 2018), une proportion identique à celle de 1990 (97,5 %). La répartition détaillée en 2018 est la suivante : 
terres arables (67 %), prairies (30,6 %), zones urbanisées (2,5 %). L'évolution de l'occupation des sols de la commune et de ses infrastructures peut être observée sur les différentes représentations cartographiques du territoire : la carte de Cassini (XVIIIe siècle), la carte d'état-major (1820-1866) et les cartes ou photos aériennes de l'IGN pour la période actuelle (1950 à aujourd'hui).

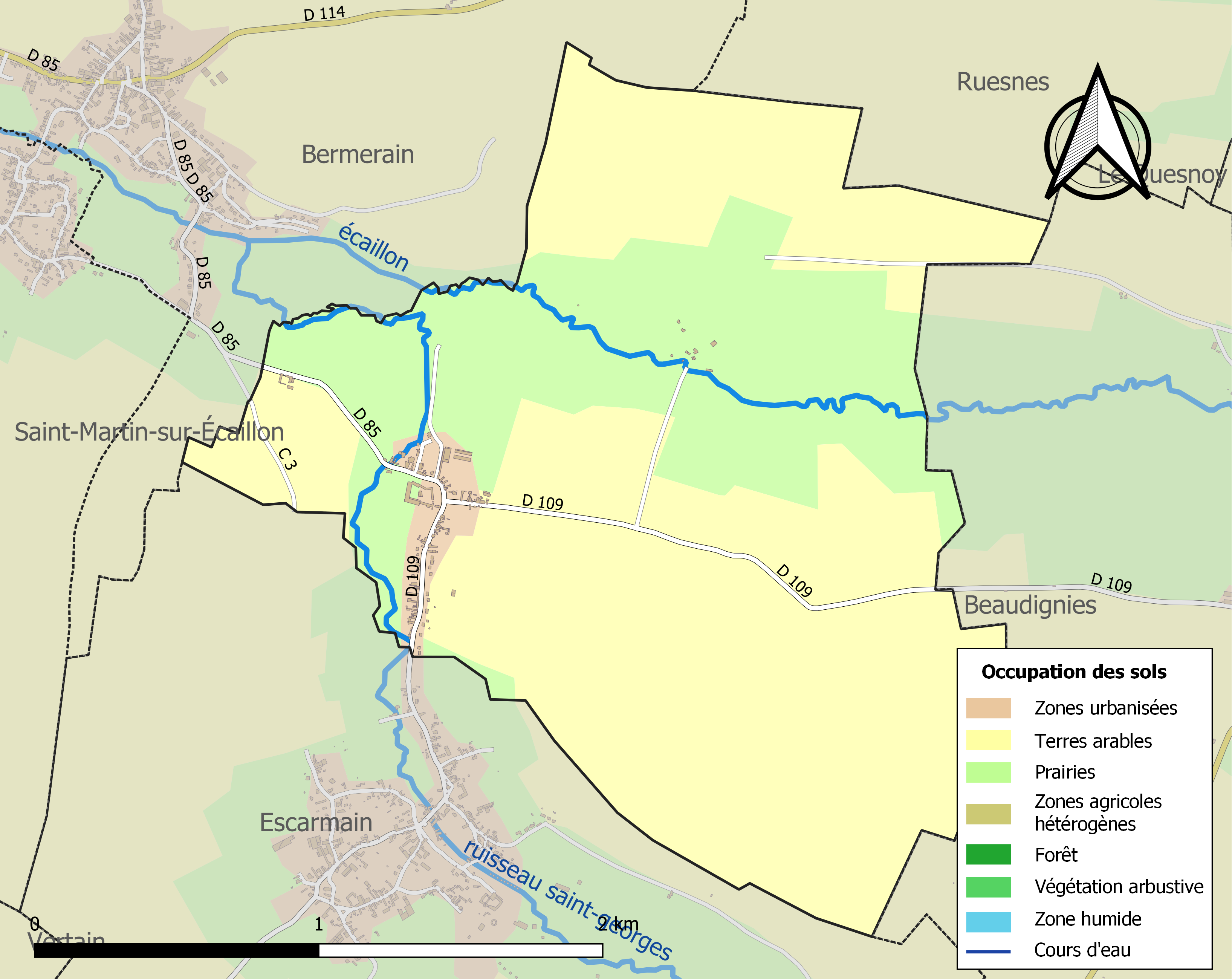
Carte des infrastructures et de l'occupation des sols de la commune en 2018 (CLC).

## Histoire

### Héraldique
|  | Les armes de Capelle se blasonnent ainsi : « D'azur semé de fleurs de lis d'or, et un cerf passant d'argent brochant sur le tout. » |

Ces armes sont celles de l'abbaye de Saint-Sauveur d'Anchin, à Pecquencourt.

## Politique et administration

### Situation administrative
La commune de Capelle se situe dans le département du Nord et fait partie de la région Hauts-de-France. Bien qu'elle soit plus proche de Valenciennes (à 16 km), elle appartient à l'arrondissement de Cambrai (à 27 km) et au Canton de Caudry (à 19 km).
La commune est membre de la Communauté de communes du Pays Solesmois, qui rassemble 15 communes (Beaurain, Bermerain, Capelle, Escarmain, Haussy, Montrécourt, Romeries, Saint-Martin-sur-Écaillon, Saint-Python, Saulzoir, Solesmes, Sommaing, Vendegies-sur-Écaillon, Vertain et Viesly) pour une population totale d'un peu moins de 15 000 habitants.

### Liste des maires
- Maire en 1802-1803 : Ph. Jos. Ghisgant[16].
- Maire en 1807 : Vairel ou Vanet[17].
- Maire en 1808 : Galou? Balou?[18].
- René Douay-Macarez a été conseiller général du canton du Quesnoy-Est de 1864 à 1871. Il a été fait chevalier de la Légion d'honneur par décret du 7 août 1869 en sa qualité de « membre du conseil général et maire ».
- Maire en 1881 : Félix Macarez[19].
- Jean-Marie Lesne, maire en 1981 (réf. JO du 15 avril 1981).

| Identité                                          | Période        | Période      | Durée                     | Étiquette |
| Identité                                          | Début          | Fin          | Durée                     | Étiquette |
| ------------------------------------------------- | -------------- | ------------ | ------------------------- | --------- |
| Eugène de Mersseman (d)                           | 1887           | 1904         | 17 ans                    |           |
| Auguste Deblock (d)                               | 1904           | 1908         | 4 ans                     |           |
| Lucien Hennebert (d)                              | 1908           | 1914         | 6 ans                     |           |
| Jean-Claude Vanesse (d) (né en 1947)              | 26 mars 1989   | 5 avril 2014 | 25 ans et 10 jours        |           |
| Teddy Drila (d), (né le 8 mars 1968)              | 5 avril 2014   | juillet 2020 | 6 ans et 3 mois           |           |
| Christophe Bisiaux (d) (né le 14 juillet 1989)    | 4 juillet 2020 | En cours     | 4 ans, 8 mois et 15 jours |           |
| Jean-Marie Lesne (d),                             |                |              |                           |           |
| René Douay-Macarez (d) (8 mai 1810 - 28 mai 1871) |                |              |                           |           |

## Population et société

### Démographie

#### Évolution démographique
L'évolution du nombre d'habitants est connue à travers les recensements de la population effectués dans la commune depuis 1793. Pour les communes de moins de 10 000 habitants, une enquête de recensement portant sur toute la population est réalisée tous les cinq ans, les populations de référence des années intermédiaires étant quant à elles estimées par interpolation ou extrapolation. Pour la commune, le premier recensement exhaustif entrant dans le cadre du nouveau dispositif a été réalisé en 2004.

En 2022, la commune comptait 136 habitants, en évolution de −12,82 % par rapport à 2016 (Nord : +0,51 %, France hors Mayotte : +2,11 %).
| 1793 | 1800 | 1806 | 1821 | 1831 | 1836 | 1841 | 1846 | 1851 |
| ---- | ---- | ---- | ---- | ---- | ---- | ---- | ---- | ---- |
| 288  | 285  | 271  | 350  | 346  | 315  | 330  | 322  | 341  |

| 1856 | 1861 | 1866 | 1872 | 1876 | 1881 | 1886 | 1891 | 1896 |
| ---- | ---- | ---- | ---- | ---- | ---- | ---- | ---- | ---- |
| 370  | 374  | 382  | 350  | 368  | 329  | 327  | 326  | 292  |

| 1901 | 1906 | 1911 | 1921 | 1926 | 1931 | 1936 | 1946 | 1954 |
| ---- | ---- | ---- | ---- | ---- | ---- | ---- | ---- | ---- |
| 278  | 239  | 208  | 161  | 163  | 156  | 137  | 133  | 164  |

| 1962 | 1968 | 1975 | 1982 | 1990 | 1999 | 2004 | 2006 | 2009 |
| ---- | ---- | ---- | ---- | ---- | ---- | ---- | ---- | ---- |
| 167  | 163  | 123  | 122  | 128  | 153  | 154  | 167  | 161  |

| 2014 | 2019 | 2022 | - | - | - | - | - | - |
| ---- | ---- | ---- | - | - | - | - | - | - |
| 161  | 145  | 136  | - | - | - | - | - | - |

#### Pyramide des âges
La population de la commune est relativement jeune.
En 2018, le taux de personnes d'un âge inférieur à 30 ans s'élève à 36,6 %, soit en dessous de la moyenne départementale (39,5 %). À l'inverse, le taux de personnes d'âge supérieur à 60 ans est de 23,5 % la même année, alors qu'il est de 22,5 % au niveau départemental.
En 2018, la commune comptait 78 hommes pour 71 femmes, soit un taux de 52,35 % d'hommes, largement supérieur au taux départemental (48,23 %).
Les pyramides des âges de la commune et du département s'établissent comme suit.
| Hommes | Classe d’âge | Femmes |
| ------ | ------------ | ------ |
| 1,3    | 90 ou +      | 0,0    |
| 1,3    | 75-89 ans    | 2,9    |
| 19,7   | 60-74 ans    | 21,7   |
| 23,7   | 45-59 ans    | 33,3   |
| 13,2   | 30-44 ans    | 10,1   |
| 21,1   | 15-29 ans    | 18,8   |
| 19,7   | 0-14 ans     | 13,0   |

| Hommes | Classe d’âge | Femmes |
| ------ | ------------ | ------ |
| 0,5    | 90 ou +      | 1,4    |
| 5,3    | 75-89 ans    | 8,1    |
| 14,8   | 60-74 ans    | 16,2   |
| 19,1   | 45-59 ans    | 18,4   |
| 19,5   | 30-44 ans    | 18,7   |
| 20,7   | 15-29 ans    | 19,1   |
| 20,2   | 0-14 ans     | 18     |

## Lieux et monuments
- L'église Saint-Humbert du XVIIIe siècle.
- Ferme de l'ancien prieuré avec porche-pigeonnier de 1877.
- Le calvaire de Buat.
- Le Capelle-Beaudignies Road Cemetery, cimetière militaire du Commonwealth War Graves Commission où sont enterrés 53 soldats tombés à la libération, octobre-novembre 1918[31].

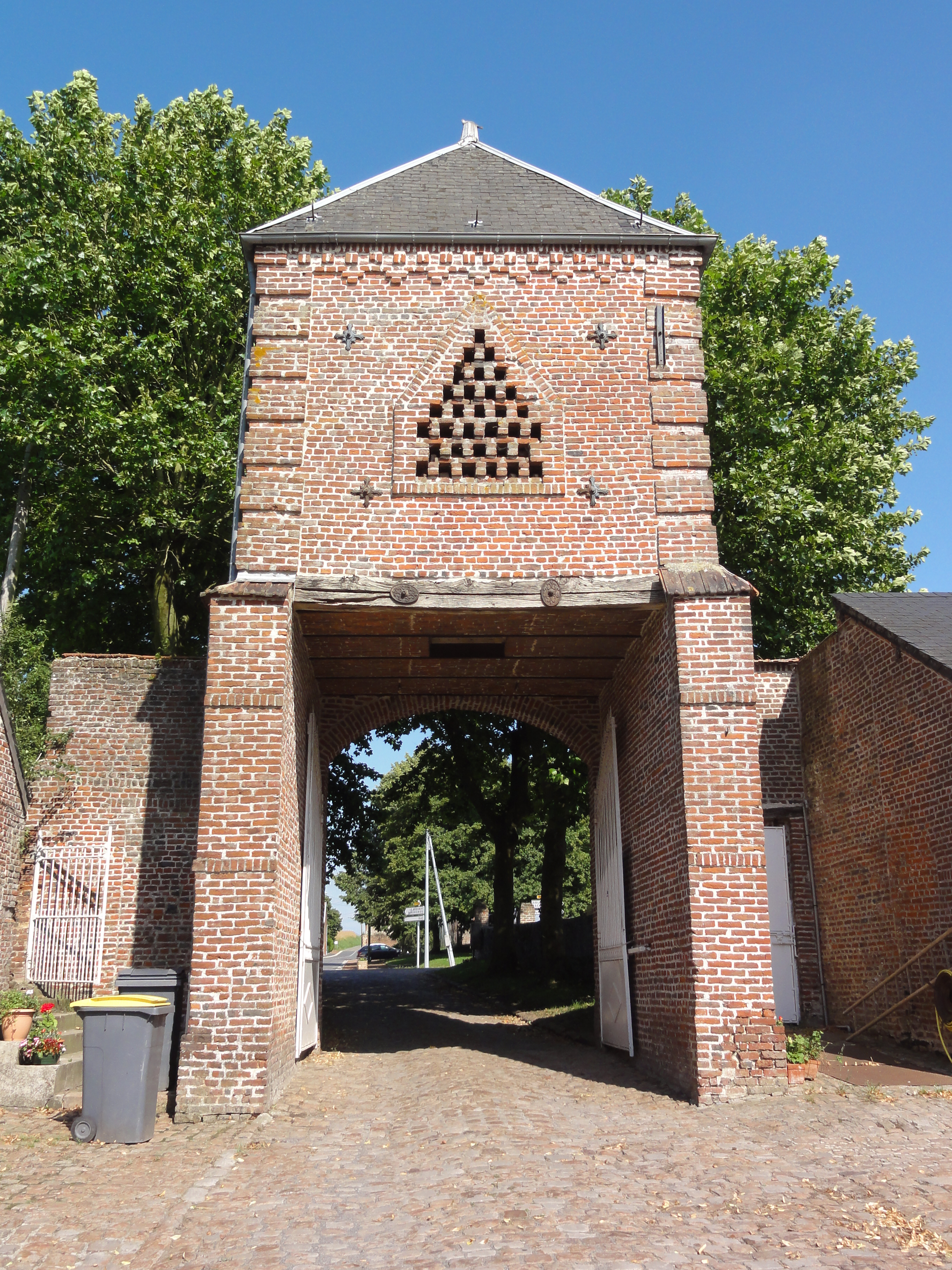
Porche-pigeonnier de 1877.
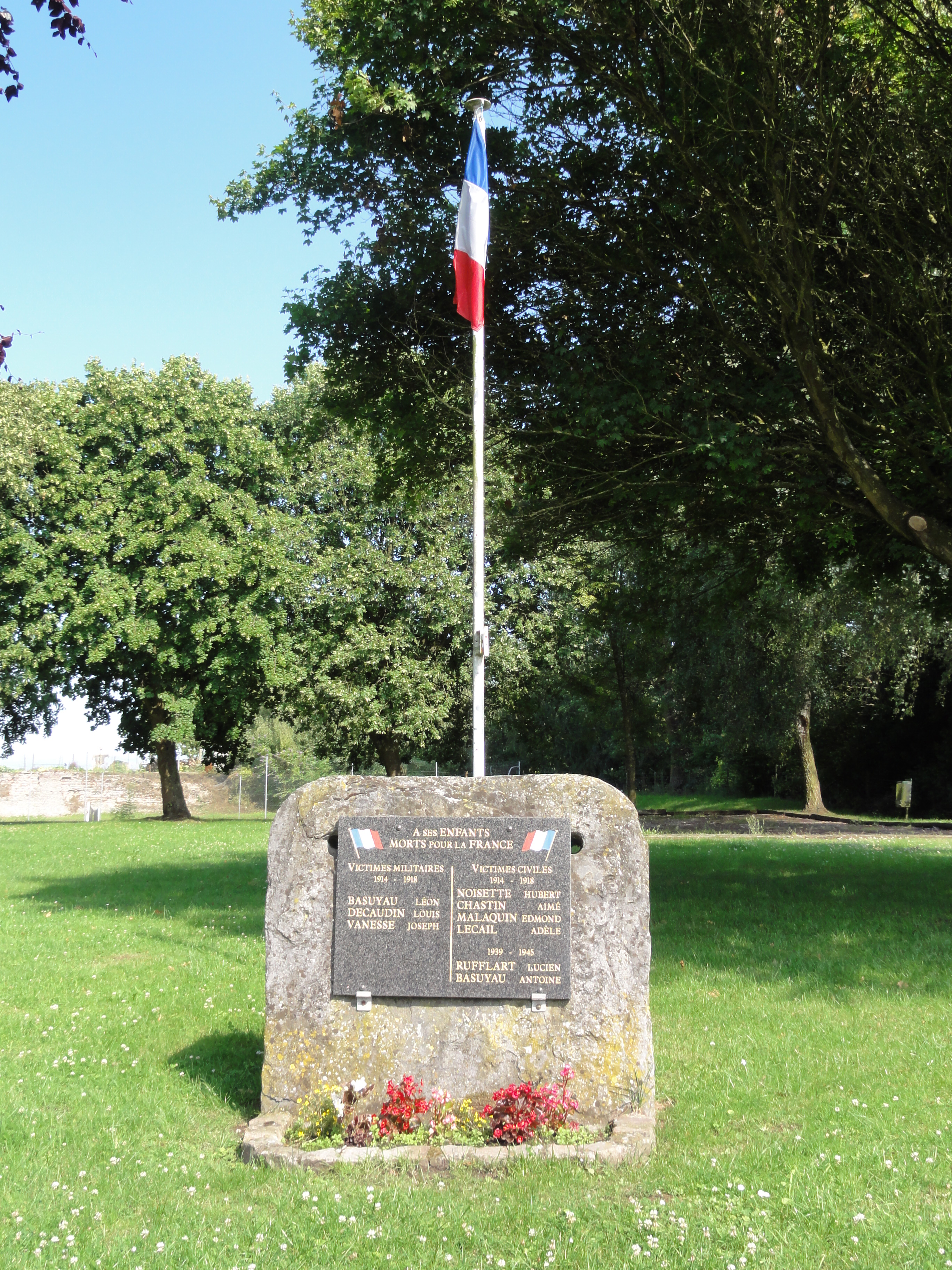
Monument aux morts.
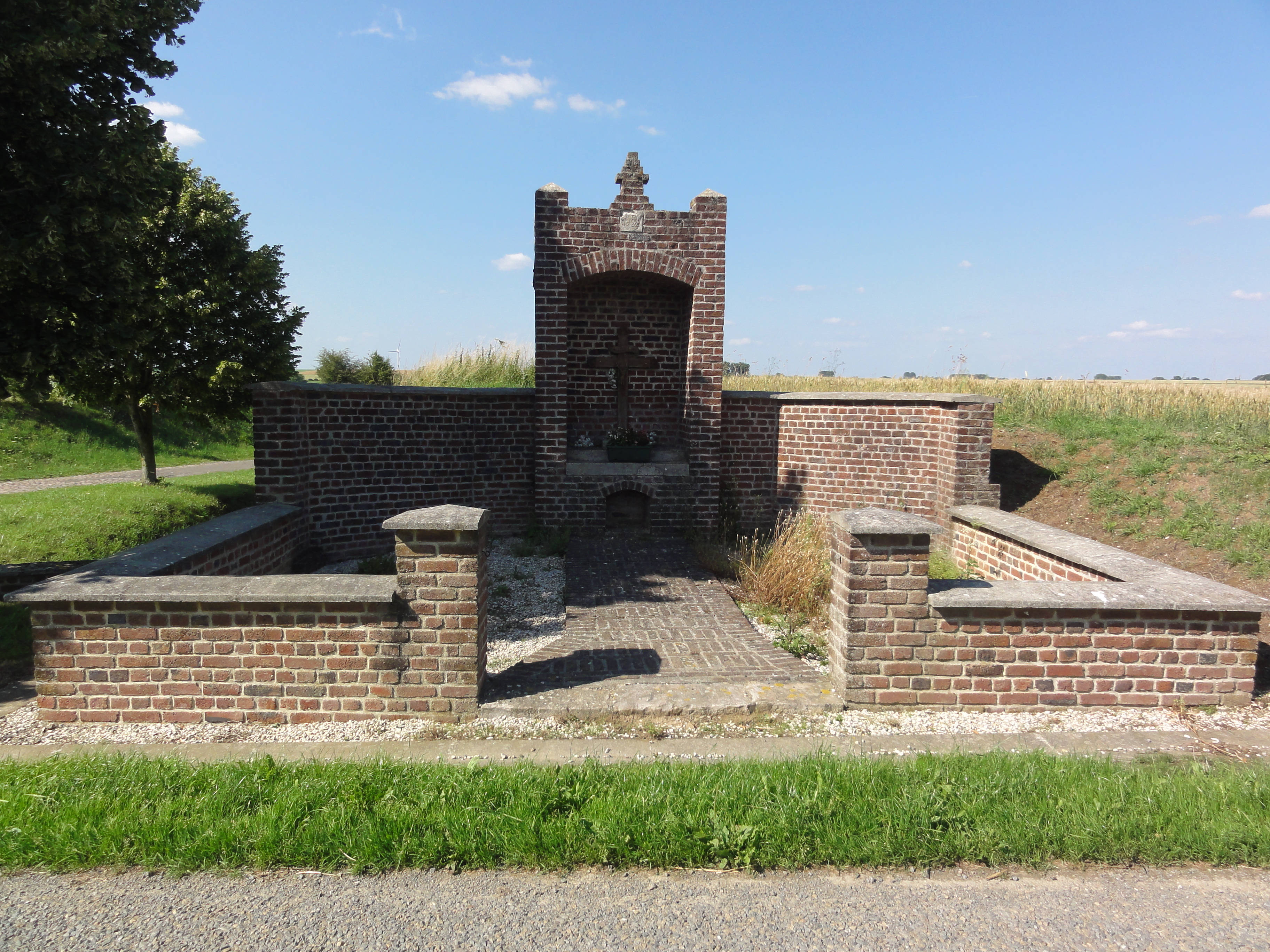
Calvaire de Buat.
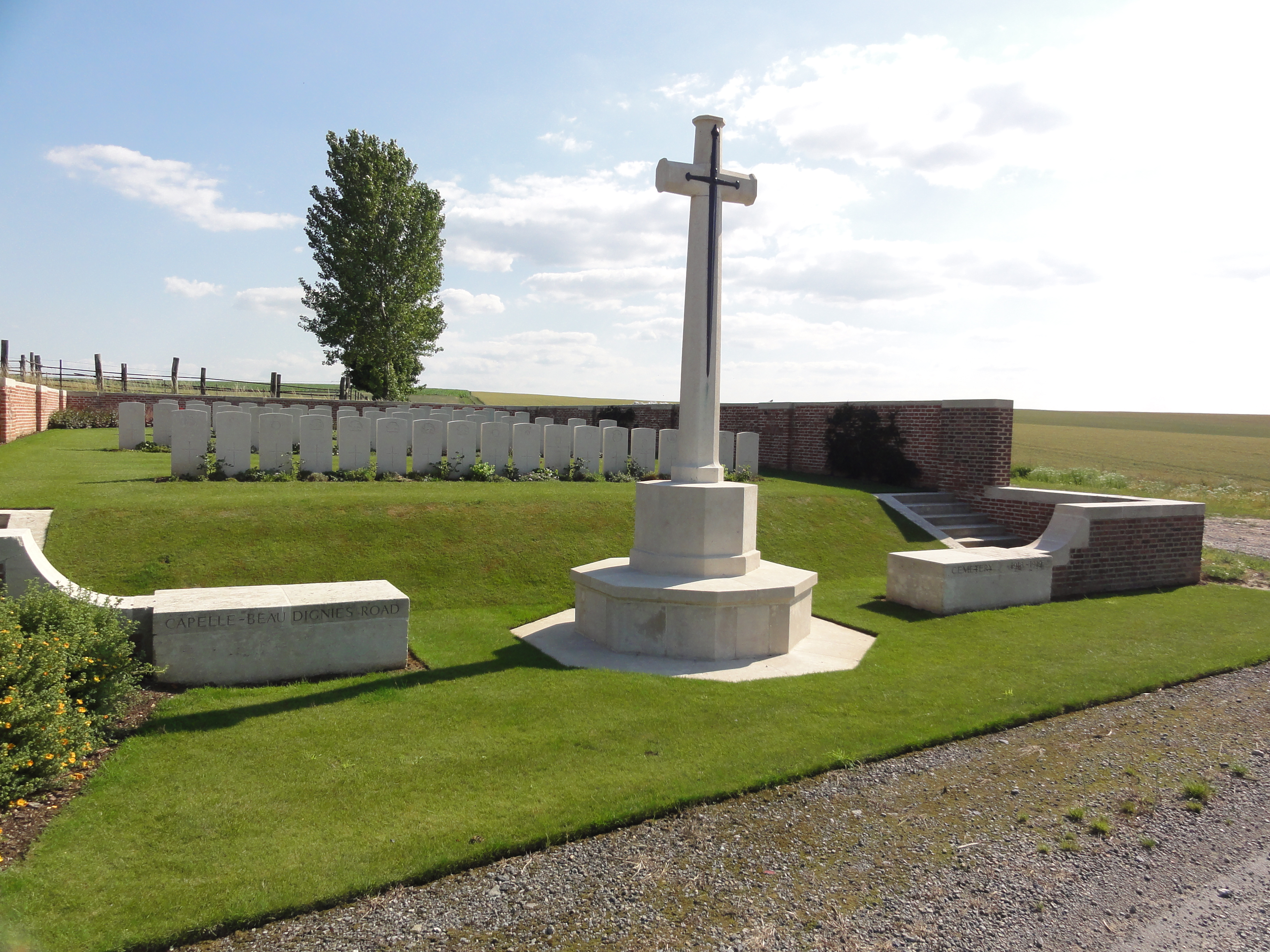
Capelle-Beaudignies Road Cemetery.

## Pour approfondir